# Sargtexte
Sargtexte sind eine Sammlung religiöser Sprüche, die im ägyptischen Mittleren Reich meist auf den Innenseiten von Särgen hochstehender Personen angebracht waren. Viele dieser Texte haben sich aus den Pyramidentexten entwickelt, die jetzt aber auch auf den Sarginnenwänden angebracht wurden. Die Einteilung von Pyramiden- und Sargtexten ist eine moderne, während die Ägypter wohl eher die Funktionen einzelner Texte unterschieden. Eine spezielle Form sind die Fugeninschriften, die in den Fugen der Sargwände angebracht wurden.
Sargtexte haben verschiedene Funktionen. Es handelt sich teilweise um Ritualtexte, die bei der Mumifizierung oder Bestattung gesprochen wurden. Einige Texte kümmern sich um den Schutz der Mumien oder enthalten auch Wegbeschreibungen der Unterwelt.
Die ersten längeren religiösen Texte tauchen schon am Ende des Alten Reiches auf Särgen auf, sind aber besonders im Mittleren Reich beliebt. Am Ende der 12. Dynastie hört die Sitte auf, Särge mit langen Texten zu beschriften, wird dann in der 13. Dynastie wieder gebräuchlich, auch wenn aus dieser Phase viel weniger Texte erhalten sind. Im Neuen Reich kommt das Totenbuch auf, von dem viele Sprüche aus den Sargtexten stammen. Einzelne Sprüche wurden noch in der Spätzeit benutzt.

## Beispiel
Spruch Nr. 764:
O NN hier, die Wächter der Götter stehen auf vor dir,
die in ihrer Urzeit fürchten sich vor dir,
und die in ihren Städten schaudern vor dir.
Die Götter kommen zu dir an den Treppenabsatz deines Thronsitzes,
und es jubelt dir das zahlreiche Sonnenvolk zu, das sich im Gottespalast befindet.
Erhebe dich, der du zu groß bist zum Wachen
und zu gewaltig, um zu schlafen.
Du bist der große Gott.
Horus hat für dich deine Glieder zusammengesammelt.
Du bist der Schakal aus seiner Seite, wenn seine Gestalt an seinen Feinden vorübergeht.
Dir gehört der Himmel, die Erde ist dir gegeben, so weit deine Arme reichen.
Du bist (auf den Weg zu) den beiden Opfergefilden zusammen mit Nephthys und Osiris.
Du steigst zu Re in den Himmel auf und es gehorchen dir die
Götter, die in ihm sind,
denn dir wurde die Macht des Vordersten-der-Westlichen gegeben.
Dein Brot ist gut vor den Göttern,
und deine Nahrung ist vor den beiden großen Neunheiten
und vor Anubis, der über den Göttern ist.
Mögest du alle deine Fesseln entfernen,
löse dir deine Binden,
wisch dir die Ausflüsse an deinem
Fleisch ab zu Boden.
Harachte hat befohlen, dass dir jene
Maat, die du liebst, gegeben werde
an jedem Ort, an den du gehst.